# Sportåret 1958

## Händelser

### Amerikansk fotboll
- Baltimore Colts besegrar New York Giants med 23 - 17  i  NFL-finalen, en match som har gått till historien som "Den bästa som någonsin spelats".

### Bandy
- 23 februari - Örebro SK blir svenska mästare genom att finalbesegra Edsbyns IF med 3-1 på Stockholms stadion.[1][2]

### Baseboll
- 9 oktober - American League-mästarna New York Yankees vinner World Series med 4-3 i matcher över National League-mästarna Milwaukee Braves.[3]

### Basket
- 12 april - St. Louis Hawks vinner NBA-finalserien mot Boston Celtics.[4]
- 18 maj - Bulgarien vinner damernas Europamästerskap i Łódź före Sovjet och Tjeckoslovakien.[5]

### Boxning
- Floyd Patterson försvarar sin världsmästartitel i tungvikt genom att besegra Roy Harris, USA.
- Ingemar Johansson besegrar högt rankade Eddie Machen i första ronden på Ullevi och kvalificerar sig för att få möta Floyd Patterson

### Cykel
- Ercole Baldini, Italien vinner Giro d'Italia
- Charly Gaul, Luxemburg vinner Tour de France
- Jean Stablinski, Frankrike vinner Vuelta a España

### Fotboll
- 6 februari - Vid en flygolycka vid München omkommer 7 av Manchester United FC:s spelare och ytterligare en avlider senare av sina skador.
- 1 maj - FC Barcelona vinner den första upplagan av Mässcupen genom att vinna finalspelet mot London XI.[6]
- 3 maj - Bolton Wanderers FC vinner FA-cupfinalen mot Manchester United FC med 2-0 på Wembley Stadium.[7]
- 28 maj - Real Madrid vinner Europacupen för mästarlag genom att vinna finalen mot AC Milan med 3–2 på Heyselstadion i Bryssel.[6]

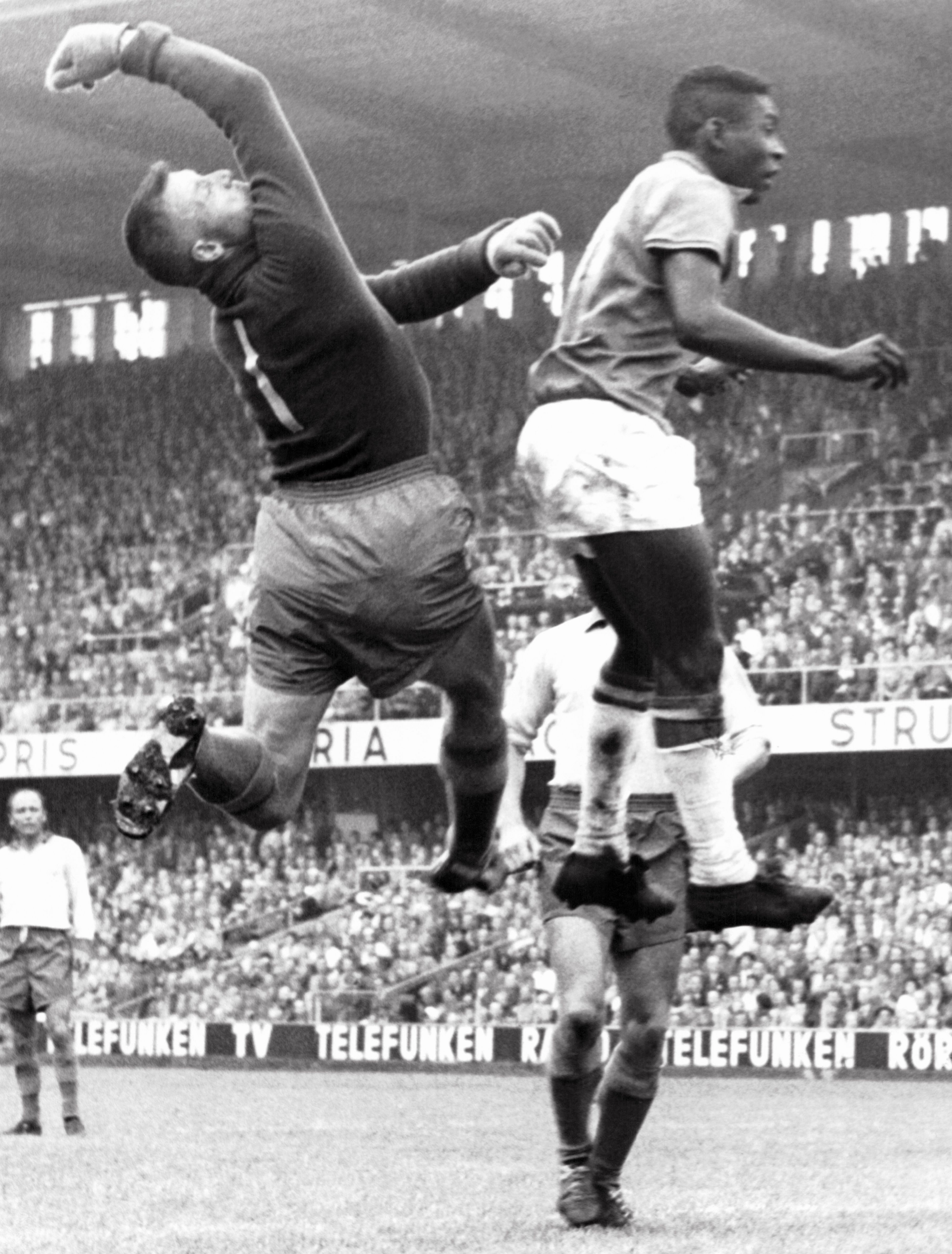
Duell om bollen i VM-finalen mellan Kalle Svensson och Pelé.

- 29 juni - Brasilien vinner VM i Sverige genom att finalbesegra svenskarna med 5-2 i Solna.[8]
- Okänt datum – Raymond Kopa, Frankrike, utses till Årets spelare i Europa.

#### Ligasegrare / resp. lands mästare
- Belgien - Standard Liège
- England - Wolverhampton Wanderers FC
- Frankrike - Stade de Reims
- Italien - Juventus FC
- Nederländerna - DOS Utrecht
- Skottland - Heart of Midlothian FC
- Spanien - Real Madrid CF
- Sverige - IFK Göteborg
- Västtyskland - FC Schalke 04

### Friidrott
- 19 september - Dan Waern, Sverige sätter nytt världsrekord i löpning 1 000 meter med 2 min, 18,1 sek i Åbo
- 31 december - Osvaldo Suárez, Argentina vinner Sylvesterloppet i São Paulo.[9]
- Franjo Mihalić, Jugoslavien vinner Boston Marathon.[10]

### Golf

#### Herrar
- The Masters vinns av Arnold Palmer, USA
- US Open vinns av Tommy Bolt, USA
- British Open vinns av Peter Thomson, Australien
- PGA Championship vinns av Dow Finsterwald, USA
- Mest vunna vinstpengar på PGA-touren: Arnold Palmer, USA med $42 608

#### Damer
- US Womens Open - Mickey Wright, USA
- LPGA Championship - Mickey Wright, USA
- Mest vunna vinstpengar på LPGA-touren: Beverly Hanson, USA med $12 629

### Gymnastik
- Vid världsmästerskapen i Moskva, Sovjetunionen sgerar i den sammanlagda tävlingen Boris Sjaklin, Sovjetunionen bland herrarna och Larissa Latynina, Sovjetunionen bland damerna.

### Handboll
- 8 mars - Sverige blir inomhusvärldsmästare för herrar genom att finalbesegra Tjeckoslovakien med 22-12 i Östberlin.[11]

### Ishockey
- 9 mars - Kanada blir världsmästare i Oslo.[12]
- 25 mars - Svenska mästare blir Djurgårdens IF genom serieseger före Skellefteå AIK och Södertälje SK.[13]
- 20 april - Stanley Cup vinns av Montreal Canadiens, som besegrar Boston Bruins med 4 matcher mot 1 i slutspelet.[14]
- 11 december - Rosenlundshallen i invigs Jönköping.[15]

### Konståkning
- VM
  - Herrar - David Jenkins, USA
  - Damer - Carol Heiss, USA
  - Paråkning - Barbara Wagner och Robert Paul, Kanada.

### Motorsport

#### Formel 1
- 15 juni - Maria Teresa de Filippis blir den första kvinnan att starta i ett F1-lopp när hon ställer upp i Belgiens Grand Prix 1958.[16]
- 16 oktober - Världsmästare blir Mike Hawthorn, Storbritannien.
- Vanwall vinner konstruktörsmästerskapet.
- Den femfaldige världsmästaren Juan Manuel Fangio, Argentina meddelar att han slutar tävla vid 47 års ålder.

#### Rally
- Den svenske rallyföraren Gunnar Andersson vinner Europamästerskapet med Volvo PV444/PV544.

#### Sportvagnsracing
- Den italienska biltillverkaren Ferrari vinner sportvagns-VM.
- Olivier Gendebien och Phil Hill vinner Le Mans 24-timmars med en Ferrari 250 Testa Rossa.

### Simning

#### EM
- Vid EM i simning uppnådde svenska simmare följande resultat:
  - 100 m frisim, damer – 1. Kate Jobson
  - Lagkapp 4 x 100 m frisim, damer – 3. Sverige

### Skidor, alpint

#### Herrar
- VM
  - Slalom
- 1 Josef Rieder, Österrike
- 2 Toni Sailer, Österrike
- 3 Chiharu Igaya, Japan
  - Storslalom
- 1 Toni Sailer, Österrike
- 2 Josef Rieder, Österrike
- 3 Roger Staub, Schweiz
  - Störtlopp
- 1 Toni Sailer, Österrike
- 2 Roger Staub, Schweiz
- 3 Jean Vuarnet, Frankrike
  - Kombinerat
- 1 Toni Sailer, Österrike
- 2 Josef Rieder, Österrike
- 3 Roger Staub, Schweiz
- SM
  - Slalom vinns av Stig Sollander, Östersund-Frösö SLK. Lagtävlingen vinns av Tärna IK Fjällvinden.
  - Storslalom vinns av Åke Nilsson, Östersund-Frösö SLK. Lagtävlingen vinns av Tärna IK Fjällvinden.
  - Störtlopp vinns av Göran Jacobsson, Sollefteå GIF. Lagtävlingen vinns av Åre SLK.

#### Damer
- VM
  - Slalom
- 1 Inger Björnbakken, Norge
- 2 Josefin Frandl, Österrike
- 3 Annemarie Waser, Schweiz
  - Storslalom
- 1 Lucille Wheeler, Kanada
- 2 Sally Deaver, USA
- 3 Frieda Daenzer, Schweiz
  - Störtlopp
- 1 Lucille Wheeler, Kanada
- 2 Frieda Daenzer, Schweiz
- 3 Carla Marchelli, Italien
  - Kombinerat
- 1 Frieda Daenzer, Schweiz
- 2 Lucille Wheeler, Kanada
- 3 Josefin Frandl, Österrike
- SM
  - Slalom vinns av Vivi-Anne Wassdahl, Djurgårdens IF.
  - Storslalom vinns av Märit Mattsson, Malmbergets AIF.
  - Störtlopp vinns av Kerstin Jacobsson, Sollefteå GIF.

### Skidor, längdåkning

#### Herrar
- 2 mars - Gunnar Larsson, Oxbergs IF vinner Vasaloppet.[17]

- SM
  - 15 km vinns av Sixten Jernberg, Lima IF. Lagtävlingen vinns av Oxbergs IF.
  - 30 km vinns av Sture Grahn, Lycksele IF. Lagtävlingen vinns av Oxbergs IF.
  - 50 km vinns av Rolf Rämgård, Älvdalens IF. Lagtävlingen vinns av Lycksele IF.
  - Stafett 3 x 10 km vinns av Oxbergs IF med laget Gunnar Larsson, Åke Stenkvist och Per Erik Larsson

#### Damer
- SM
  - 5 km vinns av Sonja Edström, Luleå SK. Lagtävlingen vinns av Vårby IK.
  - 10 km vinns av Sonja Edström, Luleå SK. Lagtävlingen vinns av Vårby IK.
  - Stafett 3 x 5 km vinns av Skellefteå SK med laget Eivor Alstergren,  Gunilla Jonsson och Barbro Martinsson.

### Skidskytte

#### VM
- Herrar 20 km
  - ! Adolf Wiklund, Sverige
  - 2 Olle Gunneriusson, Sverige
  - 3 Viktor Butakov, Sovjetunionen

### Tennis

#### Herrar
- Tennisens Grand Slam:
  - Australiska öppna - Ashley Cooper, Australien
  - Franska öppna - Mervyn Rose, Australien
  - Wimbledon - Ashley Cooper, Australien
  - US Open - Ashley Cooper, Australien
- 31 december - USA vinner Davis Cup genom att finalbesegra Australien med 3-2 i Brisbane.[18]

#### Damer
- Tennisens Grand Slam:
  - Australiska öppna – Angela Mortimer, Storbritannien
  - Franska öppna – Zsuzsi Körmöczy,  Ungern
  - Wimbledon - Althea Gibson, USA
  - US Open - Althea Gibson, USA

### Volleyboll
- 11 september - I Prag avgörs Europamästerskapen i volleyboll för både herrar och damer. Tjeckoslovakien vinner herrturneringen före Rumänien och Sovjet.[19] Sovjet vinner även damturneringen, före Tjeckoslovakien och Polen.[20]

## Evenemang
- VM i skidskytte arrangeras i Saalfelden,  Österrike.
- VM skidåkning, nordiska grenar arrangeras i Lahtis, Finland.
- VM i skidåkning, alpina grenar, arrangeras i Bad Gastein, Österrike.
- EM i simning anordnas i Budapest, Ungern.

## Födda
- 18 januari - Bernard Genghini, fransk fotbollsspelare.
- 25 januari – Jürgen Hingsen, tysk friidrottare, 10-kampare.
- 2 februari – Sandy Lyle, skotsk golfspelare.
- 2 mars – Ian Woosnam, walesisk golfspelare.
- 18 mars – Andreas Wenzel, liechtensteinsk alpin skidåkare.
- 21 mars - Marlies Göhr, östtysk friidrottare
- 26 mars - Elio de Angelis, italiensk racerförare.
- 4 april - Greg Foster, amerikansk friidrottare
- 11 april - Lars Molin, svensk ishockeyspelare.
- 28 april
  - Vjatjeslav Fetisov, sovjetrysk ishockeyspelare.
  - Hal Sutton, amerikansk golfspelare.
- 2 maj - David O'Leary, irländsk fotbollsspelare och -tränare.
- 15 juni – Eric Heiden, amerikansk hastighetsåkare på skridsko.
- 19 juni – Sergej Makarov, sovjetrysk ishockeyspelare.
- 29 juni – Rosa Mota, portugisisk friidrottare.
- 25 juli – Karlheinz Förster, tysk fotbollsspelare.
- 30 juli - Daley Thompson, brittisk friidrottare
- 4 augusti – Mary Decker, amerikansk friidrottare.
- 28 augusti
  - Janne Karlsson, svensk ishockeyspelare och tränare.
  - Scott Hamilton, amerikansk konståkare
- 26 september - Kenny Sansom, engelsk fotbollsspelare.
- 25 oktober – Kornelia Ender, östtysk simmare.
- 20 november - Rolf Ridderwall, svensk ishockeyspelare, målvakt.
- 27 december - Steve Jones, amerikansk golfspelare.

## Avlidna
- 3 augusti  - Peter Collins, 26, brittisk racerförare (omkom under Tyskland Grand Prix).
- 10 september - David Jack, engelsk fotbollsspelare.

### Fotnoter
1. ↑  Erik Jonsson (23 februari 1958). ”1950–1959”. Svenska Bandyförbundet. Arkiverad från originalet den 17 mars 2020. https://web.archive.org/web/20200317215225/https://www.svenskbandy.se/BANDYFINALEN/HISTORIK/Svenskamastare/Herrar/1950-1959. Läst 18 mars 2020.
2. ↑  ”Edsbyns finalhistoria”. Edsbyns IF. 19 mars 2004. Arkiverad från originalet den 25 maj 2012. https://archive.is/20120525061618/http://www.svenskamastarna.se/news.asp?sectionID=22&itemID=214. Läst 2 september 2011.
3. ↑  ”1958 World Series” (på engelska). Baseball-Reference.com. http://www.baseball-reference.com/postseason/1958_WS.shtml. Läst 14 juli 2015.
4. ↑  ”Basketball Reference”. http://www.basketball-reference.com/leagues/NBA_1958_games.html. Läst 25 augusti 2011.
5. ↑  ”Sport Statistics”. Arkiverad från originalet den 24 maj 2012. https://web.archive.org/web/20120524142201/http://todor66.com/basketball/Europe/Women_1958.html. Läst 24 augusti 2011.
6. 1 2  ”European Competitions 1957-58” (på engelska). RSSSF. http://www.rsssf.com/ec/ec195758.html. Läst 16 augusti 2011.
7. ↑  ”England FA Challenge Cup 1957-1958” (på engelska). RSSSF. http://www.rsssf.com/tablese/engcup1958.html. Läst 19 augusti 2012.
8. ↑  ”World Cup 1958” (på engelska). RSSSF. http://www.rsssf.com/tables/58f.html. Läst 11 augusti 2011.
9. ↑  ”1950” (på portugisiska). Sylvesterloppet. Arkiverad från originalet den 1 mars 2014. https://web.archive.org/web/20140301035933/http://www.saosilvestre.com.br/1950. Läst 19 augusti 2012.
10. ↑  ”Boston Marathon”. Arkiverad från originalet den 27 april 2015. https://web.archive.org/web/20150427035419/http://www.baa.org/races/boston-marathon/boston-marathon-history/past-champions/past-mens-open-champions.aspx. Läst 9 april 2011.
11. ↑  ”Sport Statistics”. Arkiverad från originalet den 24 augusti 2011. https://web.archive.org/web/20110824171706/http://www.todor66.com/handball/World/Men_1958.html. Läst 23 augusti 2011.
12. ↑  ”Championnats du monde 1958” (på franska). Hockey Archives. 9 mars 1958. https://www.hockeyarchives.info/mondial1958.htm. Läst 15 augusti 2011.
13. ↑  ”Championnat de Suède 1957/58” (på franska). Hockey Arhices. 25 mars 1958. https://www.hockeyarchives.info/Suede1958.htm. Läst 15 augusti 2011.
14. ↑  ”NHL 1957/58” (på franska). Hockey Archives. https://www.hockeyarchives.info/NHL1958.htm. Läst 23 mars 2020.
15. ↑  ”Svensk ishockey år för år”. Svenska Ishockeyförbundet. https://www.swehockey.se/globalassets/svenska-ishockeyforbundet/historik/ar_for_ar.pdf. Läst 16 mars 2020.
16. ↑  ”Women through the decades” (på engelska). Fédération Internationale de l'Automobile. https://www.fia.com/women-through-decades. Läst 9 april 2019.
17. ↑  ”Historiska segrare”. Vasaloppet. Arkiverad från originalet den 22 mars 2020. https://web.archive.org/web/20200322121012/https://www.vasaloppet.se/wp-content/uploads/sites/1/2019/09/historiska_segrare_vasaloppet_sve_2019-09-18.pdf. Läst 5 september 2011.
18. ↑  ”Davis Cup”. http://www.daviscup.com/en/results/tie/details.aspx?tieId=10000741. Läst 20 augusti 2011.
19. ↑  ”Sport Statistics”. Arkiverad från originalet den 21 juli 2009. https://www.webcitation.org/5iRG2kuP5?url=http://todor66.com/volleyball/Europe/Men_1958.html. Läst 24 augusti 2011.
20. ↑  ”Sport Statistics”. Arkiverad från originalet den 27 oktober 2016. https://web.archive.org/web/20161027102339/http://www.todor66.com/volleyball/Europe/Women_1958.html. Läst 24 augusti 2011.